# Otari Gogawa
Otari Gogawa (gruz. ოთარი გოგავა; ur. 5 marca 1992) – gruziński zapaśnik startujący w stylu wolnym. Dziewiętnasty na mistrzostwach świata w 2018. Zajął jedenaste miejsce na mistrzostwach Europy w 2018. Siódmy w Pucharze Świata w 2017 i dziewiąty w 2014. Piąty na uniwersjadzie w 2013, jako student Gruzińskiego Uniwersytetu Technicznego w Tbilisi.